# Зуева, Валентина Афанасьевна
Валентина Афанасьевна Зуева (1922 год, д. Пантелеева, Верхотурский уезд, Екатеринбургская губерния — 10 августа 1994 года) — звеньевая колхоза имени Кирова Красноуфимского района Свердловской области. Герой Социалистического Труда (1952). Депутат Верховного Совета СССР 4-го созыва.

## Биография
Родилась в 1922 году в крестьянской семье в деревне Пантелеева (ныне — Гаринский район).
В 1942 году поступила на курсы трактористов при Нихворской МТС, по окончании которых стала работать трактористкой на этой же МТС. Окончила Сысертскую областную школу бригадиров тракторных отрядов. С 1945 года проживала в селе Криулино Красноуфимского района. Работала трактористкой в местном колхозе.
В 1947 году была назначена звеньевой первого в районе картофелеводческого звена. В её звене работала Ольга Чеснокова, которая позднее возглавила другое картофелеводческое звено. Выращивая картофель, Валентина Зуева применяла передовые агрономические методы, в результате которых бригада собирала большие урожаи картофеля. В 1951 году было выращено в среднем по 558,6 центнеров картофеля с каждого гектара на участке площадью 8 гектаров.
Указом Президиума Верховного Совета СССР от 26 мая 1952 года за получение высоких урожаев картофеля в 1951 году при выполнении колхозом обязательных поставок, натуроплаты за работу МТС и обеспеченности семенами всех культур для весеннего сева 1952 года удостоена звания Героя Социалистического Труда с вручением ордена Ленина и золотой медали «Серп и Молот».
Неоднократно участвовала во Всесоюзной выставке ВДНХ в Москве. Избиралась депутатом Верховного Совета СССР 4-го созыва Красноуфимского избирательного округа № 293, делегатом XIX съезда КПСС.
Скончалась 10 августа 1994 года.
Сочинения
- За высокие урожаи картофеля/ В. И. Зуева, Герой Соц. Труда звеньевая колхоза им. С. М. Кирова, Красноуфим. района. — М.: Сельхозгиз, 1954. — 16 с. — (Библиотека обмена опытом передовиков сельского хозяйства / Гл. упр. с.-х. пропаганды и науки М-ва сельского хозяйства РСФСР).

## Награды
- Герой Социалистического Труда — указом Президиума Верховного Совета СССР от 26 мая 1952 года
- Орден Ленина — дважды (25.05.1945; 1952)
- Орден Трудового Красного Знамени (08.03.1958)